# Соколов, Павел Иванович (инженер)
Павел Иванович Соколов (1891 — ?) — инженер, специалист в области электрохимии, лауреат Сталинской премии (1946 за 1944 год).

## Биография
Окончил химфак МГУ (1922).
С начала 1930-х гг. работал в Государственном союзном проектном институте № 3 (ГСПИ-3) Наркомата химической промышленности СССР (проектирование заводов химической промышленности).
Входил в состав группы учёных и инженеров — А. И. Колосков, Л. С. Генин, П. И. Соколов, В. Г. Хомяков, Л. М. Якименко, которая разработала технологию электролиза воды и сконструировала электролизёр ФВ-500 производственной мощностью 500 м3 водорода в час. Два таких аппарата были в 1936 году смонтированы на Чирчикском электрохимическом комбинате (ЧЭК), а в 1942 г. вывезены на Московский электролизный завод (МЭЗ).
За эту разработку в 1946 году присуждена Сталинская премия.
Кандидат химических наук, доцент Московского энергетического института, читал курс специальной химии.

## Научные труды
- Промежуточн. СГТУ, электропроводность раствора при электролизе/ Л. Э. Краузе, П. И. Соколов. Журн. прикл. химии, 1934, т. 7, № 6, 887—901.
- Способ электролиза воды под давлением. Чекин П. А., Соколов П. И., Волчкова Л. М., Липовецкая А. И. Патент от 1935-06-30.